# Temporada do Sport Lisboa e Benfica de 2020–21
A temporada 2020–2021 é a 117ª temporada desde a existência e a 87ª consecutiva na Primeira Liga.
O Sport Lisboa e Benfica, na temporada 2019–2020, participa em cinco competições: Supertaça, Primeira Liga, Taça de Portugal, Taça da Liga e Liga dos Campeões.

## Equipamentos

### Marca de equipamento
- Adidas

### Patrocínios
- Fly Emirates |  Sagres

## Plantel
Legenda
- : Capitão
- : Jogador lesionado

## Transferências de verão

### Entradas
| Data                 | Nome             | Nacionalidade | Posição | Origem      | Valor        | Ref.  |
| -------------------- | ---------------- | ------------- | ------- | ----------- | ------------ | ----- |
| 11 de março de 2020  | Pedrinho         | Brasil        | EE      | Corinthians | 20,00 M €    | [ 1 ] |
| 8 de agosto de 2020  | Gilberto         | Brasil        | LD      | Fluminense  | 3,00 M €     | [ 2 ] |
| 8 de agosto de 2020  | Helton Leite     | Brasil        | GR      | Boavista    | Desconhecido | [ 3 ] |
| 14 de agosto de 2020 | Jan Vertonghen   | Bélgica       | DC      | Tottenham   | Custo zero   | [ 4 ] |
| 14 de agosto de 2020 | Luca Waldschmidt | Alemanha      | AV      | Freiburg    | 15,00 M €    | [ 5 ] |

### Saídas
| Data | Nome | Nacionalidade | Posição | Destino       | Valor     | Ref. |
| ---- | ---- | ------------- | ------- | ------------- | --------- | ---- |
| ???  | d    | México        | PL      | Wolverhampton | 38,00 M € |      |